# Jens Weißflog
Jens Weißflog, né le 21 juillet 1964 à Steinheidel-Erlabrunn, aujourd'hui partie de la commune de Breitenbrunn/Erzgeb., est un sauteur à ski allemand, parmi les plus titrés de l'histoire. Il représente la RDA durant les années 1980.

## Biographie
Il est surnommé "Floh" en raison de sa petite corpulance. Il est licencié au club SC Traktor à Oberwiesenthal.
Un des plus grands sauteurs à ski allemands de l'histoire, et l'un des plus grands de l'histoire de la discipline, par sa longévité notamment (quinze ans) entame sa carrière en Coupe du monde en décembre 1980. Après une première victoire en coupe du monde en 1983 à Bischofshofen, juste après son premier podium à Garmisch-Partenkirchen, il remporte ses premiers grands succès à l'âge de 19 ans — dont la Tournée des quatre tremplins 1984. Plus tard dans l'hiver, il remporte le titre olympique au petit tremplin à Sarajevo. Il remporte également une médaille d'argent au grand tremplin. Il termine l'année en remportant la coupe du monde de la discipline.
L'année suivante, il remporte une deuxième fois la Tournée des quatre tremplins. Puis apparaît la nouvelle technique du saut en V qui révolutionne la discipline. Il connaît des difficultés à s'adapter à celle-ci et connaît de nombreuses blessures.
Il réapparaît au sommet de la discipline en 1989 en remportant le titre mondial du petit tremplin et la médaille d'argent au grand tremplin. En 1991, il remporte sa troisième tournée des quatre tremplins ainsi que deux médailles de bronze aux mondiaux à Val di Fiemme (grand tremplin et par équipes). Il compte également deux victoires au Festival de ski de Holmenkollen (en Coupe du monde) en 1989 et 1990 et reçoit donc la Médaille Holmenkollen en 1991.
Lors des Jeux olympiques de Lillehammer, douze ans après son premier titre olympique, il remporte le titre au grand tremplin avant de remporter sa troisième médaille d'or lors du concours par équipes.
Aux Championnats du monde 1995 à Thunder Bay, il ajoute deux derniers podiums à sa collection, avec l'argent par équipes et le bronze au grand tremplin.
Enfin, lors de la Tournée des quatre tremplins 1996, il devient le premier compétiteur à remporter cette épreuve pour la quatrième fois. Le record a, depuis, été battu par le finlandais Janne Ahonen. Il prend sa retraite sportive après la saison 1995-1996.
Après sa carrière sportive, il travaille notamment en tant qu'expert de saut à ski pour la télévision et s'engage politiquement au niveau régional.

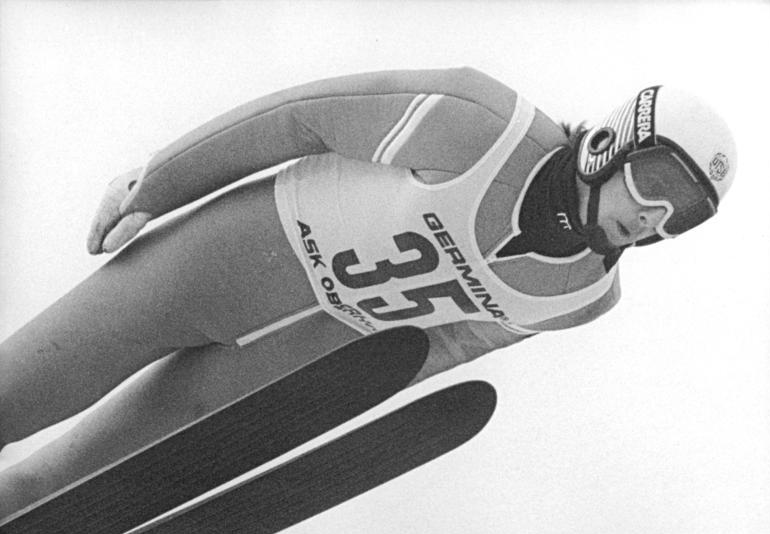
Jens Weißflog en 1989.

## Palmarès

### Jeux olympiques
| Épreuve / Édition | Sarajevo 1984 | Calgary 1988 | Albertville 1992 | Lillehammer 1994 |
| Petit tremplin    | Or            | 9e           | 9e               | 4e               |
| Grand tremplin    | Argent        | 31e          | 33e              | Or               |
| Par équipes       |               |              | 5e               | Or               |

### Championnats du monde
| Épreuve / Édition | Engelberg 1984 | Seefeld 1985 | Oberstdorf 1987 | Lahti 1989 | Val di Fiemme 1991 | Falun 1993 | Thunder Bay 1995 |
| Petit tremplin    |                | Or           | 5e              | Or         | 7e                 | 40e        | 5e               |
| Grand tremplin    |                | 9e           | 15e             | Argent     | Bronze             | 20e        | Bronze           |
| Par équipes       | Argent         | Bronze       | 5e              |            | Bronze             |            | Argent           |

### Championnats du monde de vol à ski
| Épreuve / Édition | Planica 1985 | Kulm 1986 | Vikersund 1990 | Kulm 1996 |
| Individuel        | Argent       | 9e        | Bronze         | 4e        |

### Coupe du monde
- 1 gros globe de cristal en 1983-1984.
- 2e de la Coupe du monde en 1988-1989 et 1993-1994.
- Vainqueur de la Tournée des quatre tremplins en 1984, 1985, 1991, 1996.
- 73 podiums individuels : 33 victoires, 19 deuxièmes places et 21 troisièmes places.
- 6 podiums par équipes, dont 1 victoire.

#### Liste des victoires
| Année | Lieu |
| 1983  | Innsbruck (Autriche) |
| 1984  | Garmisch-Partenkirchen (Allemagne), Innsbruck (Autriche), Bischofshofen (Autriche), Cortina d'Ampezzo (Italie), Liberec (Tchécoslovaquie), Sarajevo (Yougoslavie), Planica (Yougoslavie) |
| 1985  | Garmisch-Partenkirchen (Allemagne), Engelberg (Suisse) |
| 1987  | Thunder Bay (Canada) |
| 1988  | Engelberg (Suisse) |
| 1989  | Oberhof (Allemagne), Oslo (Norvège), Oernskoeldsvik (Suède), Planica x2 (Yougoslavie) |
| 1990  | Sapporo (Japon), Garmisch-Partenkirchen (Allemagne), Zakopane (Pologne) |
| 1991  | Oberstdorf (Allemagne), Garmisch-Partenkirchen (Allemagne) |
| 1994  | Planica (Slovénie), Predazzo (Italie), Oberstdorf (Allemagne), Sapporo x2 (Japon), Lahti (Finlande), Thunder Bay (Canada)                                                                |
| 1995  | Lahti (Finlande) |
| 1996  | Bischofshofen (Autriche), Sapporo (Japon), Iron Mountain (États-Unis) |

#### Classements par saison
| Saison  | Classement général | 4T     |
| ------- | ------------------ | ------ |
| 1980/81 | —                  | 110e   |
| 1982/83 | 16e                | 2e     |
| 1983/84 | 1er                | 1er    |
| 1984/85 | 4e                 | 1er    |
| 1985/86 | 16e                | 22e    |
| 1986/87 | 11e                | 7e     |
| 1987/88 | 6e                 | 2e     |
| 1988/89 | 2e                 | 2e     |
| 1989/90 | 6e                 | 3e     |
| 1990/91 | 8e                 | 1er    |
| 1991/92 | 38e                | 39e \| |
| 1992/93 | 11e                | 3e     |
| 1993/94 | 2e                 | 2e     |
| 1994/95 | 6e                 | 12e    |
| 1995/96 | 4e                 | 1er    |